# ヤスノゴルスク
座標: 北緯54度28分49.08秒 東経37度41分51秒 / 北緯54.4803000度 東経37.69750度

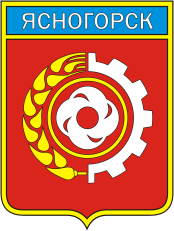
ヤスノゴルスクの市章

ヤスノゴルスク（ロシア語: Ясного́рск、ラテン文字表記の例: Yasnogorsk）は、ロシア西部のトゥーラ州北東部にある都市。オカ川の支流、ヴァシャナ川に沿う。州都トゥーラからは北へ35km。人口は2002年国勢調査で18,588人。1989年ソ連国勢調査では21,292人であった。

## 歴史

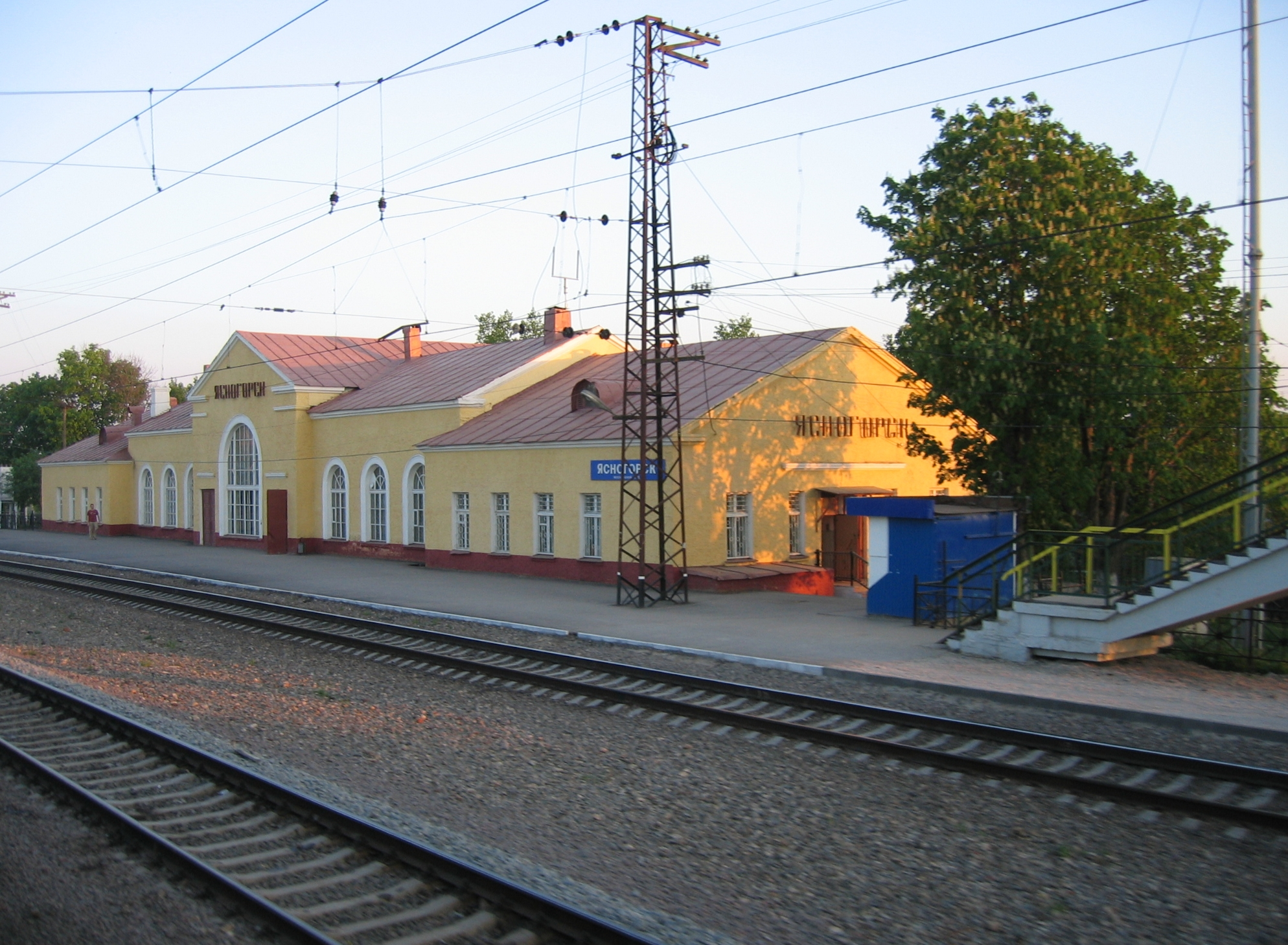
ヤスノゴルスク駅

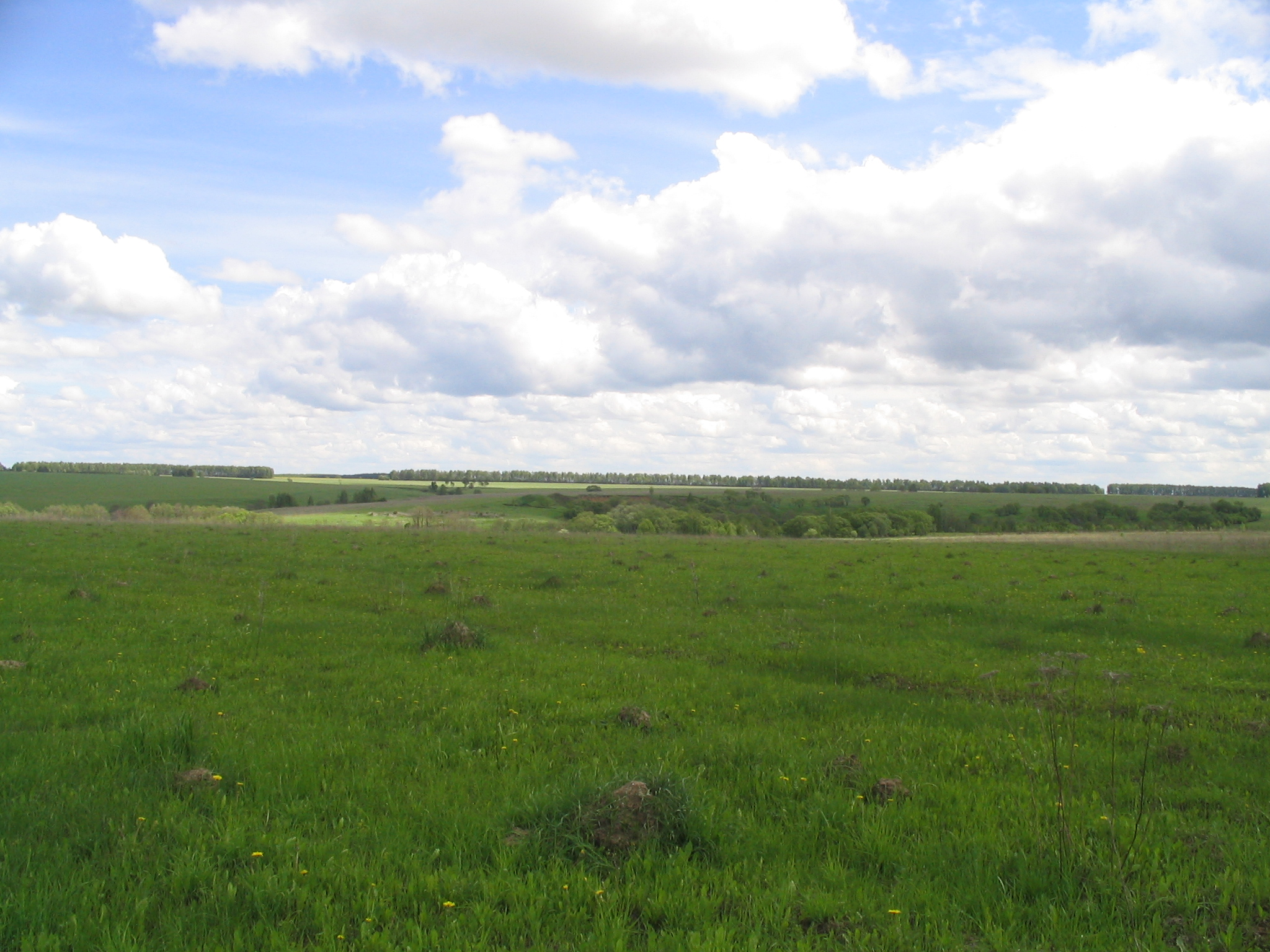
ヤスノゴルスク付近の風景

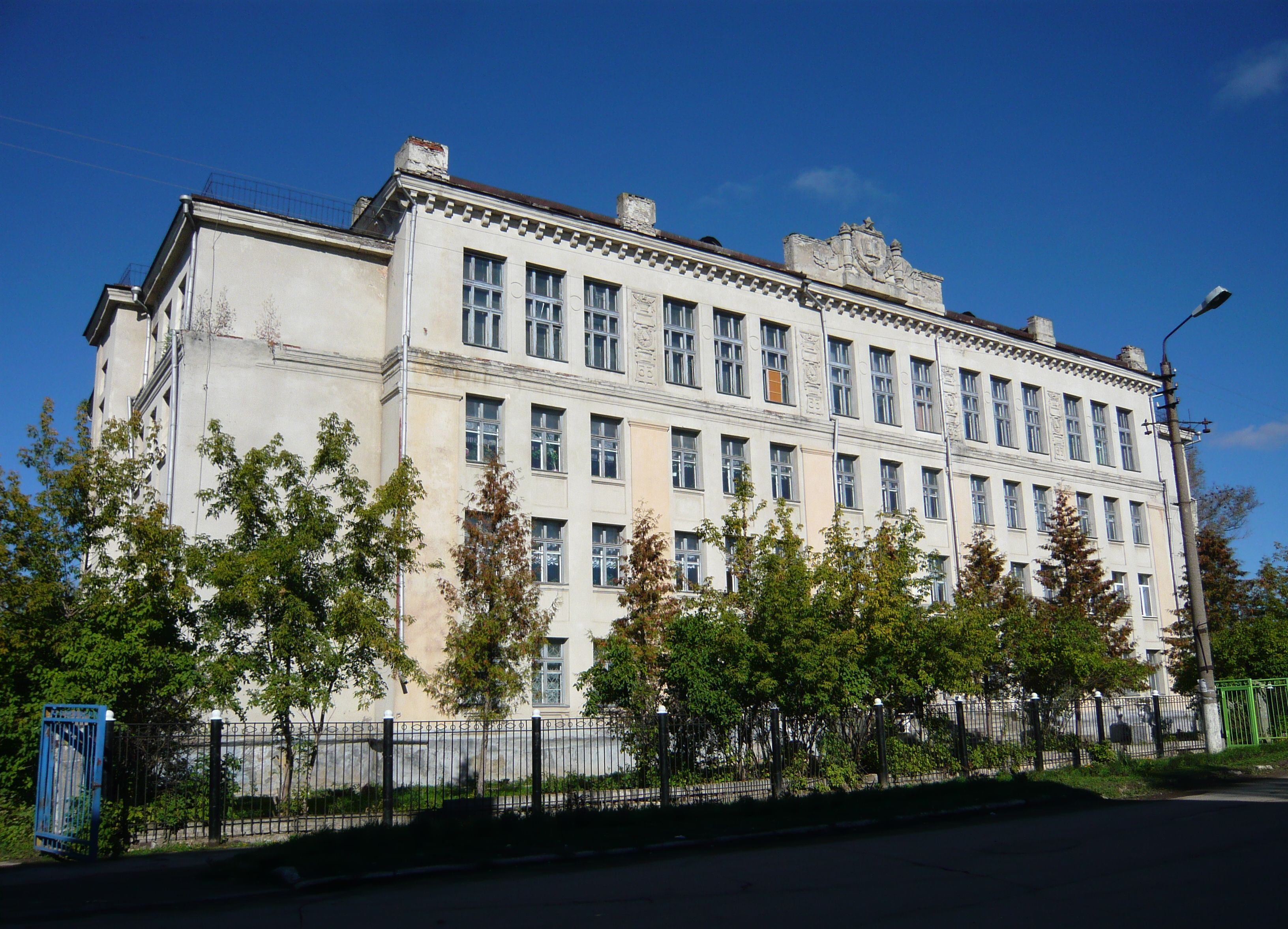
ヤスノゴルスクの学校

ラプテヴォ（Ла́птево）という村が15世紀から16世紀の文書記録に初出する。これはラプテフという名の地主がいたことに由来すると考えられる。1867年にモスクワ＝トゥーラ（＝クルスク方面）の鉄道建設が始まったことで大きくなり始め、駅ができたことで材木の運送などで栄えるようになった。
1895年にイポリト・ゴロヴィンという商人により農業機械の製造工場が建設され、機械生産を中心とした工場町になっていった。1958年にラプテフ（Ла́птев）の名で市となったが、ラプテフ海などとの紛らわしさからより明るい地名に変えようという動きが起こり、1965年に「陽気な山の町」という意味のヤスノゴルスクと改名した。

## 産業と交通
今日のヤスノゴルスクの産業の中心は、鉱山向けの貨車、ポンプ、機関車などを生産する機械工業で、ゴロヴィン家の築いた農業機械工場がそのもととなっている。しかしこの工場はソ連崩壊後次第に重要性を失い、2009年に破産している。一方で新たな電子工業の進出や、外資の養鶏場の進出も見られる。
市内にはソ連式の集合住宅も建つが、より田舎風の木造家屋が街並みの主要な部分を占める。
モスクワ＝トゥーラ＝クルスクの幹線鉄道がヤスノゴルスクを通り、モスクワ、トゥーラ、セルプホフへの列車が出ている。